# タンタル酸リチウム
タンタル酸リチウム（タンタルさんリチウム、LiTaO3）は、非線形光学材料、圧電素子、焦電素子としての特性を持ち、電子工学・核融合など種々の分野で利用される物質である。
酸化タンタルリチウムとも呼ばれ、酸化リチウム Li2O と酸化タンタル Ta2O5 を要素とし 1:1 の組成で構成される複酸化物である。三方晶系イルメナイト類似構造をとり、融点は約 1,650 ℃で熱的、化学的に安定な結晶である。単結晶は非線形光学材料としてレーザー媒質として利用されたりあるいは圧電セラミックスとして圧電素子、表面弾性波素子等に利用される。この結晶については大量の商業的な技術情報を入手することが出来る。

## 焦電核融合
ネイチャー誌2005年4月号の論文によると、カリフォルニア大学ロサンゼルス校 (UCLA) の Brian Naranjo, Jim Gimzewski, Seth Putterman は、重水素の原子核ビームを発生・加速させるのに十分な電荷を発生するようなタンタル酸リチウム結晶に大きな温度差を与え、重水素化したターゲットにそのビームを当てた結果として、極限的な温度や圧力に依らずに重水素試料の核融合を実現してヘリウム-3と中性子の弱い放射を発生させた。
核融合を起こすために必要なエネルギーの方が核融合から得られるエネルギーより大きいため、この結果は発電目的には実用的ではない。しかし、小さな中性子生成装置、特に重水素ではなく三重水素を用いるようなものにおいては有用な技術であると考えられている。静電相互作用によるイオンプラズマの閉じ込めを原理とする "fusor" などの慣性静電閉じ込め方式 (IEC) による核融合実験の成果と比べると、この方法は小さい標的である非イオン化重水素原子を加熱ではなく電場により加速する点が特徴である。また、他のピエゾ素子や非ピエゾ式スパーク発生素子でも同様な結果が得られるのかどうかという研究課題が提起されている。